# Guancha gracilis
Guancha gracilis är en svampdjursart som först beskrevs av Ernst Haeckel 1872.  Guancha gracilis ingår i släktet Guancha och familjen Clathrinidae. Inga underarter finns listade i Catalogue of Life.

## Bildgalleri

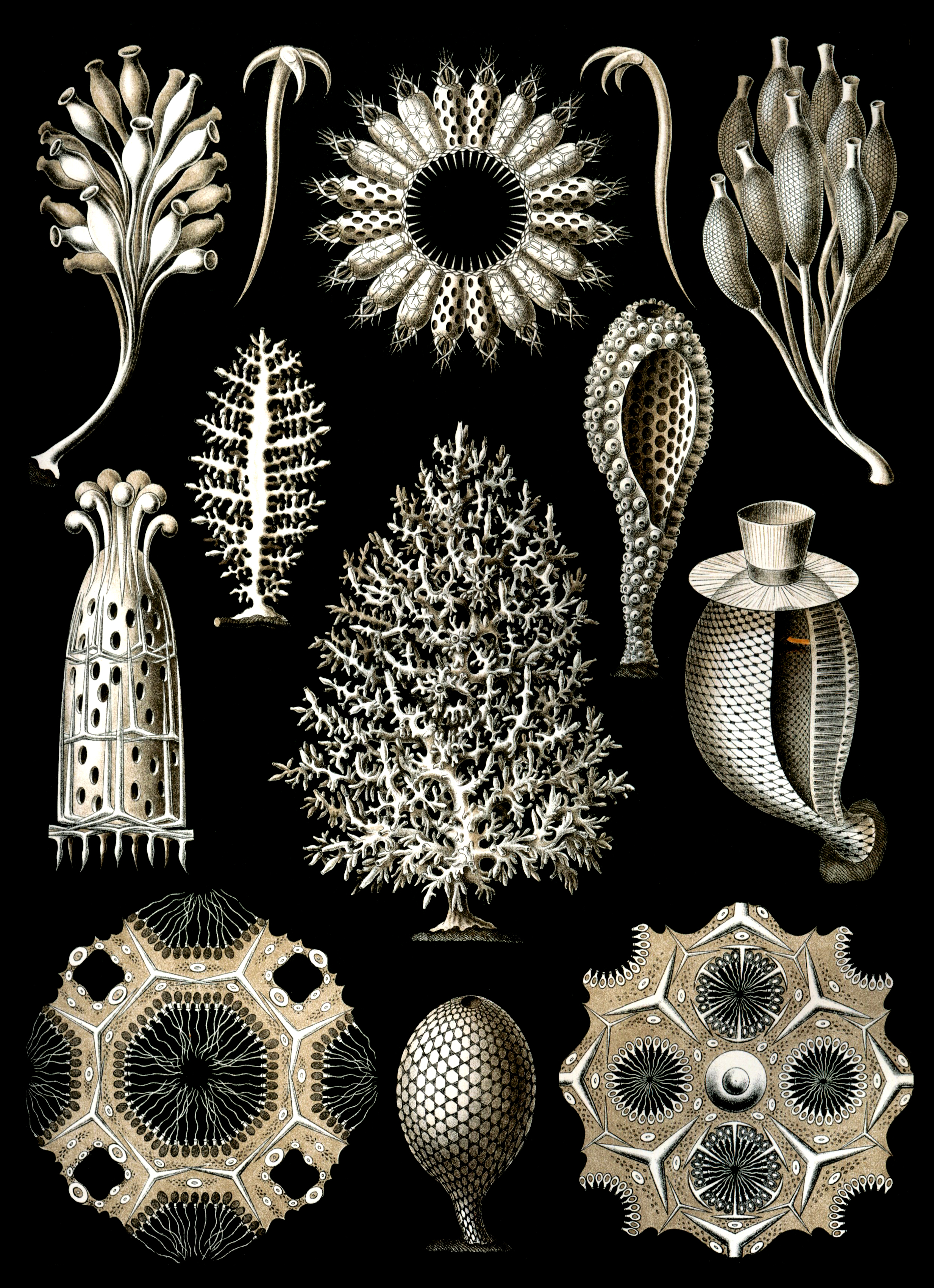